# Gérard Ben Arous
Pour la ville, voir Ben Arous.
Gérard Ben Arous, né le 26 juin 1957, est un mathématicien français.

## Biographie
Normalien (promotion S1977), il a fait son doctorat (1981) et son doctorat d'État (1987) avec Robert Azencott.
Il est spécialisé dans l'analyse stochastique et ses applications à la physique mathématique.
Il est actuellement directeur du Courant Institute of Mathematical Sciences de l'université de New York.

## Distinction
Il a, avec Robin Pemantle, reçu le prix Rollo-Davidson en 1993.